# George Grant Elmslie
George Grant Elmslie (né le 20 février 1869 en Écosse – mort le 23 avril 1952 à Chicago) est un architecte américain.

## Source
- (en) Cet article est partiellement ou en totalité issu de l’article de Wikipédia en anglais intitulé « George Grant Elmslie » (voir la liste des auteurs).